# Yousef Karami
Yousef Karami (pers. یوسف کرمی; ur. 22 marca 1983 w Mijane) – irański zawodnik taekwondo, brązowy medalista olimpijski, czterokrotny medalista mistrzostw świata.
Dwukrotnie uczestniczył w igrzyskach olimpijskich. W 2004 roku na igrzyskach w Atenach zdobył brązowy medal olimpijski w kategorii do 80 kg. Na igrzyskach w Londynie osiem lat później zajął siódme miejsce w tej samej kategorii wagowej. 
W latach 2003–2011 zdobył cztery medale mistrzostw świata (dwa złote i dwa brązowe), w 2006 i 2010 roku złote medale igrzysk azjatyckich, w latach 2002–2014 trzy medale mistrzostw Azji (jeden złoty i dwa srebrne), w 2007 roku złoty medal uniwersjady, a w 2003 roku złoty medal światowych wojskowych igrzysk sportowych.